# موراس (إزار)
موراس هي بلدية في إزار في جنوب شرق فرنسا.